# رنچو چیکو، تگزاس
رنچو چیکو (به انگلیسی: Rancho Chico) یک منطقهٔ مسکونی در ایالات متحده آمریکا است که در شهرستان سن پاتریسیو، تگزاس واقع شده‌است. رنچو چیکو ۱٫۳ کیلومتر مربع مساحت و ۳۹۶ نفر جمعیت دارد و ۱۵ متر بالاتر از سطح دریا واقع شده‌است.